# Stuprum
Lo stuprum, nel diritto romano, è l'unione carnale temporanea fra un uomo e una donna che non hanno vincoli matrimoniali fra loro, né con terzi. La definizione della fattispecie, che a determinate condizioni è considerata delitto, presenta variazioni nel tempo e presso gli interpreti; filologicamente il termine giunge a comprendere anche significati di "impudicizia, onta, vergogna e disonore", ed in pratica si situa fra il concubinatum e l'adulterium.

## Definizione classica
Secondo la definizione di Modestino, «stuprum committit qui liberam mulierem consuetudinis causa non matrimonii continet, excepta videlicet concubina» («commette stuprum chi si unisca fuori del matrimonio con una donna libera per avervi consuetudine, fatta eccezione per la concubina»).
Lo stuprum è quindi un concetto giuridico per molti aspetti diverso da quello, pur assonante, che oggi si associa allo stupro; è al tempo di Plauto (II secolo a.C.) che inizia ad avvicinarsi al senso moderno.

Intanto non si applica al caso in cui la donna sia sposata, quando piuttosto si avrebbe adulterium in senso stretto. Lo stesso Modestino aggiunge alla sua stessa chiosa sopra citata: «Adulterium in nupta admittitur: stuprum in vidua vel virgine vel puero committitur» («con la donna sposata si ha adulterio: lo stuprum si commette con una vedova o una vergine o un minore»). Peraltro, ancorché si tratti di unioni a carattere temporaneo, studiosi come il Volterra osservano che nel diritto romano non c'è il delitto di bigamia, ma la struttura del matrimonio classico ugualmente non consente di concepire che una persona possa unirsi in matrimonio a più di un'altra persona contemporaneamente.
Vi è pure differenza con la convivenza more uxorio, nella quale il diritto romano ammetteva la figura della concubina, per il riconoscimento della quale erano previste determinate procedure. Se infatti per alcuni studiosi la Lex Iulia de adulteriis coercendis, nell'ambito della riforma voluta da Augusto, aveva lo scopo di rafforzare l'istituto del matrimonio a discapito delle altre forme di relazione che non fossero di formale coniugio (iustae nuptiae), rendendo quindi queste ultime reato, il sistema giuridico prevedeva una figura di partenza che era la presunzione di matrimonio per la quale anche le unioni diverse dal matrimonio dovevano consistere in una sorta di forme minori dello stesso. Per questo, volendo tenere in concubinato una donna libera e di non discussa condotta, l'uomo deve ricorrere ad una testatio, altrimenti alternativamente sposa la donna o commette stuprum.
E rispetto al concetto moderno di stupro, si è segnalato come lo stuprum di fatto non richieda che il rapporto sessuale sia estorto con la forza, ma riguardava semplicemente un rapporto illecito anche se con persona consenziente.
Alle donne libertìnitas non era consentito unirsi liberamente con persone di rango senatorio: esse, insieme alle donne ritenute notoriamente di facili costumi (ad es. le attrici).
Successivamente l'unione con tali categorie di donne originò il concubinatus. 
La Lex Iulia de adulteriis coercendis equiparava lo stuprum all'incesto.

## Altri significati
Lo stuprum compertum era una forma peculiare di lenocinio per il quale il marito, in luogo di ricorrere al ripudio, riceveva un compenso per l'adulterio della moglie di cui avesse avuto notizia successiva o cui avesse prestato preventivo consenso (quaestum ex adulterio mulieris facere).